# MV Agusta 350 Vetturetta
Der MV Agusta 350 Vetturetta ist ein Pkw-Prototyp der 1950er Jahre. Produzent war der Motorradhersteller MV Agusta in Italien.

## Beschreibung
Piero Remor entwarf dieses Fahrzeug. Die Arbeiten begannen 1952 und waren 1954 abgeschlossen. Es blieb bei zwei Prototypen, von denen einer erhalten geblieben ist.
Es ist ein kleiner Sportwagen mit vier Rädern. Ein Leiterrahmen bildet das Fahrgestell. Darauf wurde eine Karosserie aus GFK montiert. Als Dach dient eine Kuppel aus Acryl. Im Innenraum befinden sich zwei Sitze nebeneinander.
Ein Boxermotor mit 350 cm³ Hubraum treibt das Fahrzeug an. Der Motor hat OHV-Ventilsteuerung und leistet 30 PS. Er ist im Heck eingebaut. Das Getriebe hat vier Gänge.
Als Leergewicht sind 236 kg angegeben.